# Doença holandesa
Em economia, doença holandesa (do inglês Dutch disease) refere-se à relação entre a exportação de recursos naturais e o declínio do setor manufatureiro. A abundância de recursos naturais  gera vantagens comparativas para o país que os possui, levando-o a se especializar na produção desses bens e a não se industrializar ou mesmo a se desindustrializar - o que, a longo prazo, inibe o processo de desenvolvimento econômico.
A expressão "doença holandesa" foi inspirada em eventos dos anos 1960, quando uma escalada dos preços do gás teve como consequência um aumento substancial das receitas de exportação dos Países Baixos e a valorização do florim (moeda da época). A valorização cambial  acabou por derrubar as exportações dos demais produtos neerlandeses, cujos preços se tornaram menos competitivos internacionalmente, na década seguinte. 
Embora seja mais comumente usado em referência à descoberta de recursos naturais, como petróleo e gás natural, a doença holandesa pode também se referir a "qualquer desenvolvimento que resulte em um grande fluxo de entrada de moeda estrangeira, incluindo aumentos repentinos de preços dos recursos naturais, ajuda externa ou volumosos  investimentos estrangeiros".

## O modelo
As consequências estruturais de um "aumento da riqueza" de um país foram estudadas pelos economistas W. Max Corden e J. Peter Neary, em 1982.
No modelo de Corden e Neary, a economia é dividida em três setores. Existe um setor "muito competitivo" internacionalmente (a exemplo da produção de petróleo), um setor pouco competitivo em termos internacionais e um terceiro setor não exposto à concorrência internacional (como o comércio de varejo, os serviços pessoais e a construção habitacional, por exemplo). Um aumento da rentabilidade do setor mais competitivo (decorrente de uma alta de preços de venda ou à descoberta de novas fontes de recursos naturais, por exemplo) pode afetar a economia de duas maneiras:
1. Transferência da mão de obra para o setor mais competitivo, onde há maior demanda de trabalhadores, havendo também aumento dos salários  em decorrência desse aumento da demanda por mão de obra. Este movimento de mão de obra, do setor estagnado para o setor florescente, é chamado de desindustrialização direta. Mas esse efeito pode, na realidade, ser pouco significativo, visto que as indústrias extrativas de hidrocarbonetos e minerais geralmente empregam poucas pessoas.
2. O "efeito renda", que acontece em decorrência da renda adicional gerada pelo recurso abundante, em benefício dos vários agentes econômicos (inclusive o Estado), com decorrente aumento da demanda de bens, notadamente aqueles produzidos pelo setor não exportador, provocando uma alta geral de preços no país - em prejuízo do setor exportador menos competitivo, que deverá pagar insumos e salários mais caros e portanto, será obrigado a aumentar os preços de venda, perdendo competitividade internacional. Desta forma, o setor exportador menos competitivo  tenderá a encolher (desindustrialização indireta).

Assim, o aumento das exportações de matérias primas  se traduz, num primeiro momento, em aumento do valor global das exportações e, portanto, em uma apreciação da moeda local (melhoria dos termos de troca). Mas isso acabaria por prejudicar a indústria local, que, diante da concorrência internacional, perderia  fatias do mercado - até conseguir atingir um novo equilíbrio ou até que os fluxos de importação se tornassem aproximadamente iguais aos fluxos de exportação. Uma vez que as receitas geradas pela exportação de matérias primas diminuíssem (por esgotamento das fontes ou em razão da queda das cotações internacionais, por exemplo), a indústria local, cuja capacidade de produção estaria reduzida, poder-se-ia recompor - mas isso ocorreria muito lentamente.

## Taxa de câmbio de equilíbrio industrial
Segundo Luiz Carlos Bresser Pereira, a doença holandesa se caracteriza quando um país passa a ter uma "taxa de câmbio de equilíbrio corrente" (taxa de câmbio que permite o equilíbrio da balança de pagamentos) em nível muito mais apreciado do que a "taxa de câmbio de equilíbrio industrial" que é a taxa que viabiliza o equilíbrio entre importação e exportação de produtos industrializados.
Um dos métodos para neutralizar a doença holandesa seria a adoção de impostos sobre a exportação de matérias primas.